# هيديا أوكاموتو
هيديا أوكاموتو (باليابانية: 岡本 英也) (18 مايو 1987 في ساكاي في اليابان – )؛ هو لاعب كرة قدم ياباني سابق كان يلعب كمهاجم.

## وصلات خارجية
- هيديا أوكاموتو على موقع رابطة كرة القدم اليابانية للمحترفين (اليابانية)
- هيديا أوكاموتو على موقع قاعدة بيانات كرة القدم.إي يو (الإنجليزية)
- هيديا أوكاموتو على موقع Soccerway.com (الإنجليزية)
- هيديا أوكاموتو على موقع عالم كرة القدم.نت (الإنجليزية)
- هيديا أوكاموتو على موقع كووورة